# 237
Năm 237 là một năm trong lịch Julius. 

## Mất
- Lăng Thống - tướng Đông Ngô thời Tam Quốc